# Moloha
Moloha (ukrainisch Молога; russisch Молога Mologa, rumänisch Mologa) ist ein Dorf in der ukrainischen Oblast Odessa mit etwa 2000 Einwohnern (2001).

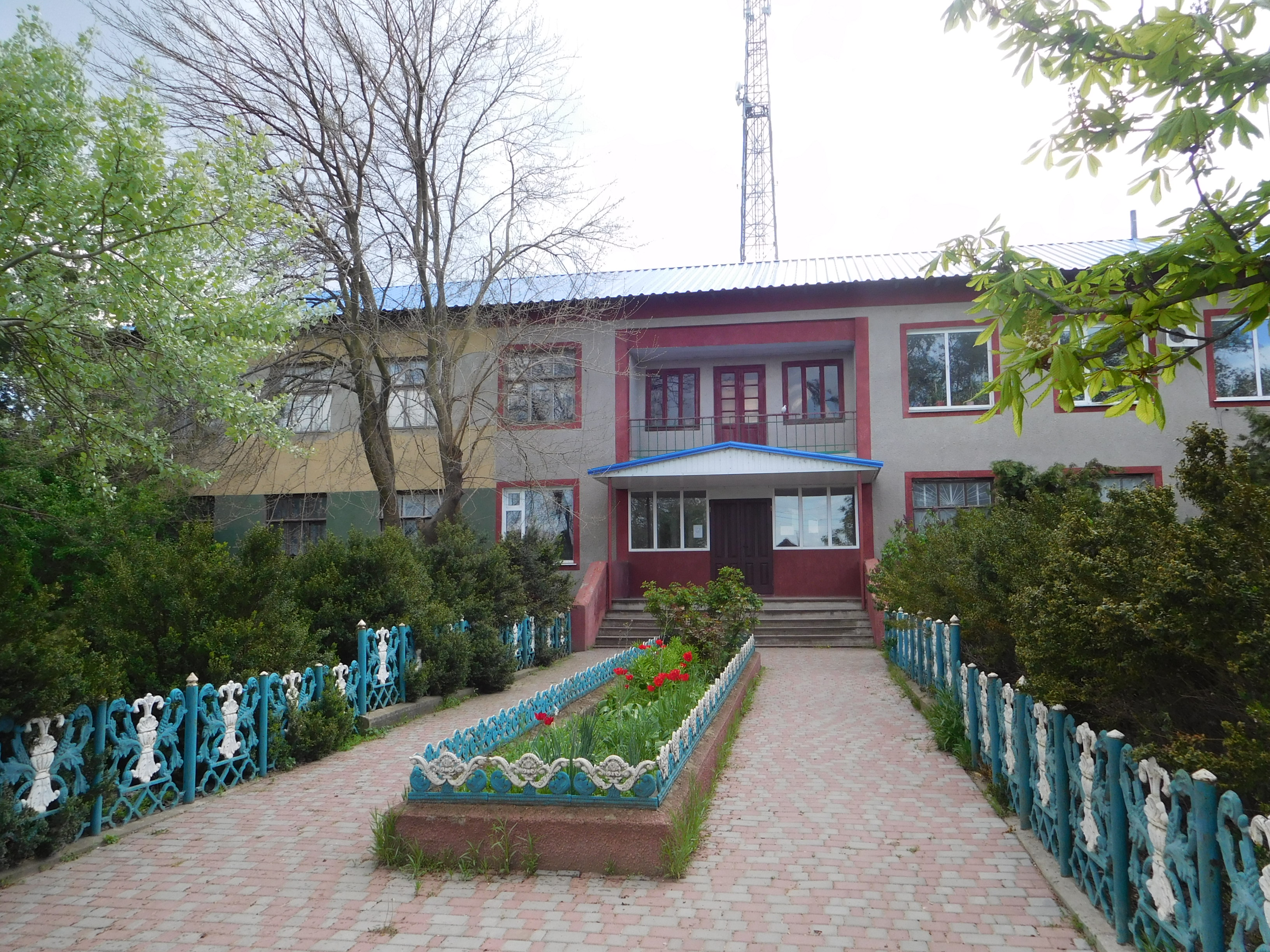
Gemeindeamt im Ort

Das 1824 gegründete Dorf liegt am Westufer des Dnister-Limans, der Mündung des Flusses Dnister ins Schwarze Meer, 10 km nordwestlich vom Rajonzentrum Bilhorod-Dnistrowskyj und etwa 80 km südwestlich vom Oblastzentrum Odessa. Durch das Dorf verläuft die Regionalstraße P–72.

## Verwaltungsgliederung
Am 5. September 2017 wurde das Dorf zum Zentrum der neugegründeten Landgemeinde Moloha (Мологівська сільська громада/Molohiwska silska hromada). Zu dieser zählen auch noch die Dörfer Andrijiwka, Bykosa, Nowe, Roskischne, Sadowe, Sucholuschschja und Wypasne, bis dahin bildete es zusammen mit den Dörfern Bykosa, Nowe und Sadowe die gleichnamige Landratsgemeinde Moloha (Мологівська сільська рада/Molohiwska silska rada) im Osten des Rajons Bilhorod-Dnistrowskyj.
Folgende Orte sind neben dem Hauptort Moloha Teil der Gemeinde:
| Name                     | Name       | Name                     | Name                            |
| ukrainisch transkribiert | ukrainisch | russisch                 | rumänisch                       |
| ------------------------ | ---------- | ------------------------ | ------------------------------- |
| Andrijiwka               | Андріївка  | Андреевка (Andrejewka)   | Andreeni                        |
| Bykosa                   | Бикоза     | Быкоза                   | Bâcoza                          |
| Nowe                     | Нове       | Новое (Nowoje)           | Potcha                          |
| Roskischne               | Розкішне   | Роскошное (Roskoschnoje) | -                               |
| Sadowe                   | Садове     | Садовое (Sadowoje)       | Seimenii-Noui (Neu-Seimony Dox) |
| Sucholuschschja          | Сухолужжя  | Сухолужье (Sucholuschje) | Crivda                          |
| Wypasne                  | Випасне    | Выпасное (Wypasnoje)     | Turlaki                         |